# Marek Rojszyk
Marek Paweł Rojszyk (ur. 5 września 1966 w Suchowoli) – polski polityk i samorządowiec, poseł na Sejm II kadencji.

## Życiorys
W 1992 ukończył studia w zakresie telekomunikacji na Wydziale Elektroniki Politechniki Warszawskiej.
W latach 1991–1998 pracował w Zrzeszeniu Studentów Polskich. Od 1993 do 1997 z ramienia Sojuszu Lewicy Demokratycznej zasiadał w Sejmie II kadencji. Pełnił funkcję sekretarza Sejmu. Był członkiem Klubu Parlamentarnego SLD. Zasiadał w Komisji Konstytucyjnej Zgromadzenia Narodowego.
Od 1985 do 1994 należał do ZSP. W latach 1990–1992 przewodniczył radzie okręgowej w Warszawie, zaś w latach 1992–1994 był przewodniczącym rady naczelnej. W 1995 wstąpił do Socjaldemokracji Rzeczypospolitej Polskiej, zaś w 1999 do Sojuszu Lewicy Demokratycznej. Od 2001 przewodniczący koła SLD na Mokotowie.
W latach 1998–2002 był radnym dzielnicy Mokotów i radnym gminy Warszawa-Centrum. Od 2002 do 2010 zasiadał w radzie miasta Warszawy, zajmując stanowisko wiceprzewodniczącego. W 2010 został radnym Mokotowa, utrzymał mandat również w 2014. W 2018 nie został ponownie wybrany. W tym samym roku wystąpił z SLD i związał się z ugrupowaniem Inicjatywa Polska. Również w 2018 został zastępcą burmistrza Mokotowa. Pozostał na tej funkcji także w kolejnym zarządzie dzielnicy w 2024.
W latach 2001–2003 prezes Polskiego Związku Łuczniczego i członek zarządu Polskiego Komitetu Olimpijskiego.
W 1997 otrzymał Srebrny Krzyż Zasługi.